# 그랜드테라스

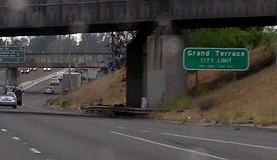
그랜드테라스

그랜드테라스(Grand Terrace)는 캘리포니아주 샌버너디노 군에 위치한 도시로, 인구는 12,040명이다.